# السباق نحو البحر

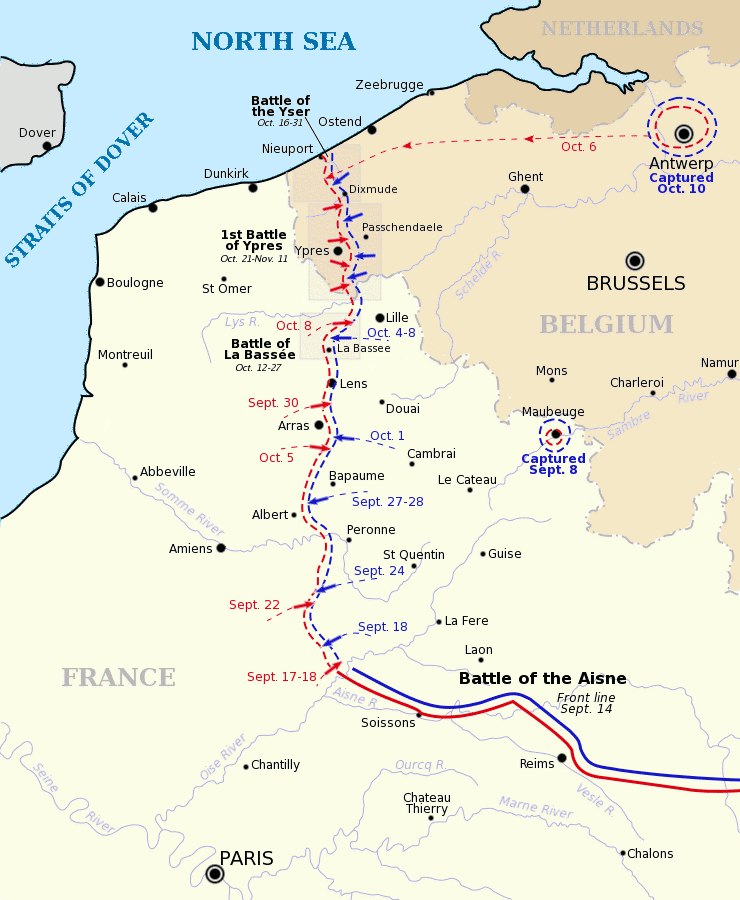
مسار معارك عملية السباق إلى البحر موضحا عليه تواريخ المعارك وأهمها(باللغة الإنجليزية)

السباق نحو البحر هو اسم أعطي للعمليات الحربية في الفترة الأولى أثناء الحرب العالمية الأولى والتي كان مسرح أحداثها في الجبهة الغربية للحرب. وكانت بداية هذه العمليات العسكرية في سبتمبر من العام 1914م في مقاطعة تشامباين الفرنسية والتي انتهى بها الزحف الألماني على فرنسا. وكانت نهاية عمليات السباق إلى البحر في نوفمبر من نفس العام على سواحل بحر الشمال.
وقد سميت سلسلة المعارك هذه بالسباق إلى البحر نظرا إلى مواقع المعارك التي حدثت بين الطرفين، فبعد الهزيمة النكراء التي مني بها الألمان في معركة المارن الأولى تقدم الجيش الألماني بمحاذاة خط القتال الفرنسي ناحية بحر الشمال، وبالمقابل كانت قوات الحلفاء تتصدى لكل محاولات الألمانيين للدخول إلى الأراضي الفرنسية، ولأن معظم هذه المعارك لم تحسم، استمر القتال حتى وصلت الجيوش المتحاربة إلى ساحل بحر الشمال للمواجهة الأخيرة.

## الخلفية

### التطورات الاستراتيجية

#### الخطة 17
بموجب الخطة 17، كان من المقرر أن يشكل الجيش الفرنسي وقت السلّم خمسة جيوش ميدانية، مع ضمّ مجموعات أخرى من فرق الاحتياط، إلى جانب أنه كان من المقرر أن تتجمع مجموعة من فرق الاحتياط على كل جناح الذي يضمّ حوالي 2،000،000. بالإضافة إلى ذلك، كان من المقرر أن تتركز الجيوش مقابل الحدود الألمانية حول إبينال ونانسي وفيردون-شارلفيل-ميزييريس، إلى جانب جيش في الاحتياط حول سانت-مينيهولد وغراي. منذ عام 1871، أعطى مبنى السكك الحديدية هيئة الأركان العامة الفرنسية ستة عشر خطًا إلى الحدود الألمانية ضد ثلاثة عشر المتاحة للجيش الألماني، وكان يمكن للفرنسيين الانتظار حتى تكون النوايا الألمانية واضحة تمامًا. كان الغرض من الانتشار الفرنسي أن يكون جاهزًا في أي لحظة لشنّ هجوم ألماني في لورين أو عن طريق بلجيكا. كان من المتوقع أن يستخدم الألمان قوات الاحتياط ولكن أيضًا أن يتم حشد جيش ألماني كبير على الحدود مع روسيا وترك الجيش الغربي مع ما يكفي من القوات للتقدم فقط من خلال بلجيكا في جنوب نهري ميوز وسامبر. وقد حصلت الاستخبارات الفرنسية على تمرين على خريطة الأركان العامة الألمانية في عام 1905 إذ ذهبت القوات الألمانية إلى الشمال أكثر من نامور بالافترض أن خطة محاصرة الحصون البلجيكية هي إجراء دفاعي ضد الجيش البلجيكي لا أكثر.
كان من المتوقع شن هجوم ألماني من جنوب شرق بلجيكا باتجاه ميزيريس وهجوم محتمل من لورين باتجاه فيردون ونانسي وسيدي دييه؛ وكانت الخطة 17 أكثر تطورًا من الخطة 16 وقدمت مزيدًا من الأحكام لإمكانية شن هجوم ألماني عبر بلجيكا. كان على الجيش الأول والثاني والثالث التركيز بين إيبينال وفيردون مقابل الألزاس ولورين، وكان من المقرر أن يتجمع الجيش الخامس من مونتميدي إلى سيدان ومزيريس، وأن يتراجع الجيش الرابع إلى الغرب من فيردون على استعداد للتحرك شرقًا لمهاجمة الجناح الجنوبي لغزو ألماني عبر بلجيكا أو جنوبًا ضد الجناح الشمالي لهجوم عبر لورين. لم يتم تخصيص أي اعتمادات رسمية للعمليات المشتركة مع القوة الاستكشافية البريطانية (بي إي إف)، لكن تم اتخاذ ترتيبات مشتركة، ثم في عام 1911 خلال أزمة أكادير 1911، تم إخبار الفرنسيين بأنه من المتوقع حدوث ستة انقسامات حول ماوبيج.

#### خطة شليفن
أعطت الاستراتيجية الألمانية الأولوية للعمليات الهجومية ضد فرنسا ووضع دفاعي ضد روسيا منذ عام 1891. يحدد التخطيط الألماني بالدونية العددية وسرعة التعبئة والتركيز وأثر الزيادة الكبيرة في قوة الأسلحة الحديثة. كان من المتوقع أن تكون الهجمات الأمامية مكلفة ومطولة، ما يؤدي إلى نجاح محدود وخاصة بعد أن قام الفرنسيون والرُّوس بتحديث تحصيناتهم على الحدود مع ألمانيا. ابتكر ألفريد فون شليفن، رئيس هيئة الأركان العامة الإمبراطورية الألمانية، أوبرست هيريسليتونج (أو إتش إل) في الفترة من عام 1891 حتى عام 1906، خططًا للتهرب من التحصينات الحدودية الفرنسية بشن هجوم على الجناح، وهو ما من شأنه أن يحقق تفوقًا عدديًا محليًاا وأن يحقق نصرًا حاسمًا وسريعًا. بحلول عام 1906، كان الغرض من هذه المناورة المرور عبر بلجيكا المحايدة وتشكيل تهديد ضد باريس من الشمال. خلف هيلموث فون مولتكه الأصغر شليفن في عام 1906، وكان أقل ثقة من أن الفرنسيين سوف يتطابقون مع الافتراضات الألمانية. قام مولتكه بوضع خطة الانتشار والتركيز بهدف استيعاب هجوم في الوسط أو هجوم خلفي من كلا الجناحين كمتغيرات للخطة، وذلك من خلال إضافة انقسامات إلى الجناح الأيسر المقابل للحدود الفرنسية من خلال جلب 1،700،000 رجل ممن يتوقع أن تتم تعبئتهم في الجيش الغربي ويسثير. بقيت القوة الألمانية الرئيسية تتقدم عبر بلجيكا وتهاجم جنوبًا إلى فرنسا، وتحاصر الجيوش الفرنسية على اليسار وتضغط مرة أخرى على ميو وإيسن وسومي وأويس ومارن وسين، إذ لم يكن الجيش قادرًا على الانسحاب إلى وسط فرنسا. وقد كان الأمر كذلك، إما أن يتم القضاء على الفرنسيين أو أن تتم المناورة من الشمال لتحقيق ظروف الانتصار في الوسط أو في لورين على الحدود المشتركة.

## المعارك
وقعت عشر معارك في الفترة المسماة بالسباق إلى البحر, وكانت الإمبراطورية الألمانية طرفا مشاركا في كل هذه المعارك، وفي الجهة المقابلة كانت فرنسا, وفي بعض المعارك شاركت بريطانيا بجانب الفرنسيين في قتال الألمان.
وفيما يلي شرح مختصر للمعارك العشرة التي وقعت في تلك الفترة:
| المعركة             | التاريخ (1914م)       | الطرف الأول | الطرف الثاني     | النتيجة                                          |
| ------------------- | --------------------- | ----------- | ---------------- | ------------------------------------------------ |
| معركة المارن الأولى | 12-5 سبتمبر           | ألمانيا     | فرنسا - بريطانيا | فوز ساحق للحلفاء.                                |
| معركة آيزن          | 28-13 سبتمبر          | ألمانيا     | فرنسا - بريطانيا | (لم تحسم)*                                       |
| معركة بيكاردي       | 26-22 سبتمبر          | ألمانيا     | فرنسا            | لم تحسم                                          |
| معركة آلبرت         | 29-25 سبتمبر          | ألمانيا     | فرنسا            | لم تحسم                                          |
| معركة أراس          | 4-1 أكتوبر            | ألمانيا     | فرنسا            | لم تحسم                                          |
| معركة آرتواز        | 27 سبتمبر - 10 أكتوبر | ألمانيا     | فرنسا            | لم تحسم                                          |
| معركة فلايري        | 19 سبتمبر - 11 أكتوبر | ألمانيا     | فرنسا            | فوز ساحق للألمان                                 |
| معركة لاباسي        | 10 أكتوبر - 2 نوفمبر  | ألمانيا     | بريطانيا         | لم تحسم                                          |
| معركة مياسين**      | 12 أكتوبر - 2 نوفمبر  | ألمانيا     | بريطانيا         | لم تحسم                                          |
| معركة آرمنتريه**    | 12 أكتوبر - 2 نوفمبر  | ألمانيا     | بريطانيا         | لم تحسم                                          |
| معركة ييزر          | 18 أكتوبر - 30 نوفمبر | ألمانيا     | فرنسا - بلجيكا   | فوز ساحق للحلفاء ونهاية عمليات السباق إلى البحر. |

*(تنبيه: عدم حسم المعركة معناه تواصل القتال ولكن في موقع آخر)
**(تنبيه: معركتي ميساين وآرمنتيريه تعتبران معركة واحدة لكن على جبهتين مختلفتين ولنفس الطرفين)